# Prosotas atra
Prosotas atra är en fjärilsart som beskrevs av Tite 1963. Prosotas atra ingår i släktet Prosotas och familjen juvelvingar. Inga underarter finns listade i Catalogue of Life.